# Bromfield (Cumbria)
Pour les articles homonymes, voir Bromfield.
Bromfield est un village et une paroisse civile de Cumbria, situé dans le nord-ouest de l'Angleterre. Lors du recensement de 2021, la population s’élevait à 554 habitants.  